# قلعة هامي

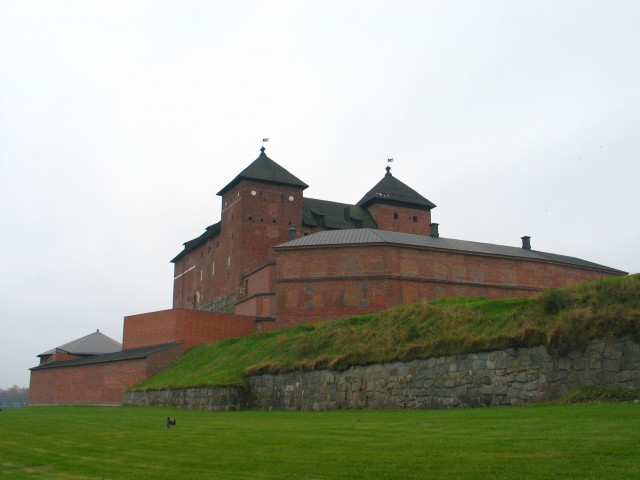
Häme Castle today

قلعة هامي (بالفنلندية: Hämeen linna، بالسويدية: Tavastehus slott) قلعة قروسطية في مدينة هامينلينا الفنلندية. وتقع القلعة على ساحل بحيرة فانايافيسي في وسط المدينة. إقيمت القلعة في الأصل على جزيرة.